# Isaac Delahaye
Isaac Delahaye (Ypres, 9 gennaio 1982) è un chitarrista belga, membro del gruppo musicale symphonic metal olandese, Epica dal 2009.

## Biografia
Ha cominciato a studiare musica all'età di 7 anni presso l'accademia locale e ha ricevuto il diploma nel 1999 in chitarra classica e teoria musicale. A sedici anni, nel frattempo, aveva cominciato a suonare la chitarra elettrica e ha proseguito i suoi studi nel College of Music di Rotterdam.

## Carriera
Delahaye si è unito ufficialmente ai God Dethroned il 29 giugno 2004, in seguito alla richiesta del batterista e amico di lunga data Ariën van Weesenbeek. Delahaye ha rimpiazzato il chitarrista Jens Van Der Valk dopo la dipartita di quest'ultimo.
Con i God Dethroned ha registrato due album:The Lair of the White Worm e The Toxic Touch
Il 16 gennaio 2009 Delahaye ha abbandonato il gruppo per entrare a far parte degli Epica, con i quali ha realizzato nello stesso anno l'album Design Your Universe. Ulteriori album pubblicati con il gruppo sono stati Requiem for the Indifferent, The Quantum Enigma e The Holographic Principle.

## Stile musicale
Chitarrista tecnicamente molto dotato e talentuoso, Isaac si destreggia abilmente nell'uso del legato, sweep picking, tremolo picking, tapping e pennata alternata, oltre all'uso della whammy bar nella maggior parte dei suoi assoli.

## Discografia

### Con i God Dethroned
- 2004 – The Lair of the White Worm
- 2006 – The Toxic Touch

### Con gli Epica
- 2009 – Design Your Universe
- 2012 – Requiem for the Indifferent
- 2013 – Retrospect - 10th Anniversary (live)
- 2014 – The Quantum Enigma
- 2016 – The Holographic Principle
- 2017 – The Solace System(EP)
- 2017 – Epica VS Attack on Titan Songs (EP)

### Con i MaYaN
- 2011 – Quarterpast